# Infern de Ziua Îndrăgostiților 3D
Infern de Ziua Îndrăgostiților 3D (în engleză My Bloody Valentine 3D) este un film american de groază de sărbători slasher din 2009 regizat de Patrick Lussier și scris de Todd Farmer și Zane Smith după o povestire a lui Stephen Miller. Este produs și distribuit de Lionsgate. Rolurile principale au fost interpretate de actorii Jensen Ackles, Jaime King, Kerr Smith, Tom Atkins și Kevin Tighe. Filmul prezintă locuitorii unui orășel afectat de un criminal în serie îmbrăcat în echipament minier de Ziua Îndrăgostiților.
Este bazat pe filmul canadian omonim (în română Sărbătoare însângerată) din 1981 regizat de George Mihalka și scris de John Beaird.

## Prezentare
De Ziua Îndrăgostiților, în 1997, în orășelul Harmony, adolescentul Tom Hanniger, care lucra în Mina Hanniger (care aparține tatălui său), a provocat accidental o prăbușire care a blocat șase mineri. Când salvatorii ajung la ei șase zile mai târziu, ei găsesc cinci mineri uciși și al șaselea miner inconștient Harry Warden (Richard John Walters), care a supraviețuit ucigându-i pe alții cu un târnăcop și economisindu-se astfel oxigen. Tom este acuzat de neglijență, iar Harry, care nu și-a recăpătat niciodată cunoștința, este trimis la spitalul închisorii pentru uciderea minerilor. Exact un an mai târziu, Warden iese din comă și, după ce a comis o baie de sânge în spital, se duce la petrecerea organizată de tinerii orașului la Mina Hanniger. La petrecere sunt Tom, Axel Palmer (Kerr Smith), prietena lui Irene și prietena lui Tom, Sarah (Jamie King). Worden ucide mai mulți adolescenți, iar Axel, Irene și Sarah scapă, abandonându-l pe Tom. Dar apoi apare șeriful Burke (Tom Atkins) și îl împușcă pe Warden, care apoi scapă adânc în mină.
Zece ani mai târziu, în care Tom a trăit în afara orășelului Harmony, în 2008, tatăl său moare și Tom moștenește mina. Acesta se întoarce în oraș după înmormântare pentru a vinde mina...

## Distribuție
- Jensen Ackles - Tom Hanniger
- Chris Carnel - Minerul
- Jaime King - Sarah Mercer-Palmer
- Kerr Smith - Șerif Axel Palmer
- Betsy Rue - Irene
- Megan Boone - Megan
- Edi Gathegi - Ajutor de șerif Martin
- Tom Atkins - Șerif Jim Burke
- Kevin Tighe - Ben Foley
- Karen Baum - Deputy Ferris
- Joy de la Paz - Rosa
- Marc Macaulay - Marc Riggs
- Selene Luna - Selene
- Todd Farmer - Frank, camionagiul
- Jeff Hochendoner - William "Red" Kirkpatrick
- Bingo O'Malley - Officer Hinch
- Richard John Walters - Harry Warden / Minerul

## Producție
A fost primul film care a fost lansat folosind tehnologia 3D cu un rating R. Filmările au început la 12 mai 2008 în Ford City, Pennsylvania.